# Chrysometa jayuyensis
Chrysometa jayuyensis là một loài nhện trong họ Tetragnathidae.
Loài này thuộc chi Chrysometa. Chrysometa jayuyensis được miêu tả năm 1930 bởi Petrunkevitch.